# Sentenac-d'Oust
 Sentenac-d'Oust  es una población y comuna francesa, en la región de Mediodía-Pirineos, departamento de Ariège, en el distrito de Saint-Girons y cantón de Oust.

## Demografía
| 184 | 148 | 123 | 98 | 98 | 96 |
| Para los censos de 1962 a 1999 la población legal corresponde a la población sin duplicidades (Fuente: INSEE [Consultar]) |     |     |    |    |    |